# My Worlds: The Collection
My Worlds: The Collection és el primer àlbum recopilatori de Justin Bieber, estrenat el 2010. Conté les següents cançons:
- «One time»
- «Baby»
- «One less lonely girl»
- «Down to earth»
- «You smile»
- «Favourite girl»
- «That should be me»
- «Never say never»
- «Pray»
- «Somebody to love»
- «Never say never»